# Marble Collegiate Church
La Marble Collegiate Reformed Church  es una iglesia histórica ubicada en Nueva York, Nueva York. La Marble Collegiate Reformed Church se encuentra inscrita como un Hito Histórico Neoyorquino en la Comisión para la Preservación de Monumentos Históricos de Nueva York al igual que en el Registro Nacional de Lugares Históricos desde el 9 de abril de 1980. 

## Ubicación
La Marble Collegiate Reformed Church se encuentra dentro del condado de Nueva York en las coordenadas 40°44′44″N 73°59′15″O / 40.745556, -73.9875.